# Tom Sims (auteur)
Tom Sims (né le 26 mai 1898 à Cave Spring et mort le 15 décembre 1972) est un scénariste de bande dessinée et journaliste américain. Il a notamment travaillé sur Popeye de 1939 à 1959.

## Biographie
Né dans une famille d'agriculteurs de la Géorgie, il s'installe à Nashville à l'adolescence. Il entre au Nashville Tennessean où il est journaliste local puis, après la guerre où il sert dans le corps des Marines, chroniqueur. En 1926, il est engagé par le King Features Syndicate comme scénariste de comic strips et gagman. En 1929, il le quitte pour son concurrent Kay Features qui s'effondre peu après. Sims entre alors à Life où il écrit notamment des gags d’Amos 'n' Andy. En 1937, il revient à King Features, qui lui confie l'écriture du Thimble Theatre en 1938, à la suite du décès d'E. C. Segar. Il crée le spin-off intitulé Popeye the sailor(man) cette année-là et en écrit les strips quotidiens et dominicaux. Il ne se contente pas d'écrire les histoires mais réalise aussi les crayonnés qu'il envoie ensuite à Bela Zaboly. De 1943 à 1960, il vit à Ohatchee en Alabama avec son épouse. En 1955, malade, il abandonne le strip. Il meurt le 15 décembre 1972.
Associé à Bela Zaboly après le renvoi de Doc Winner, il anime la bande quotidienne jusqu'en 1955 et la page dominicale jusqu'en 1959, lorsque Bud Sagendorf le remplace. Il crée de nombreux nouveaux personnages secondaires tout en cherchant à conserver l'esprit de Segar.

### Documentation
- Fred Grandinetti, Popeye: An Illustrated Cultural History, McFarland, 2004, p. 9.